# かがみ愛
かがみ 愛（かがみ めぐみ、1966年4月28日 - ）は日本の元女優、元AV女優である。東京都出身。

## 略歴
「石井きよみ」という芸名で芸能界デビューし、映画『時をかける少女』などに出演。
1987年、「かがみ愛」の芸名でにっかつロマンポルノの『母娘監禁・牝』に出演、その後AVデビュー。当時のキャッチフレーズは「エッチなロリコン天使」。AV界にはごく短期間しか在籍しておらず、実質的に3回しか仕事をしていない。リリースされた作品の大半はマスターの使い回しだったようだ。
AV引退後は石井きよみに芸名を戻し、映画『病院へ行こう』などに出演。
芸名の正しい読みは「かがみめぐみ」であるが、「かがみあい」と誤記されることもある。また男性向け雑誌のグラビアに登場した際は、「かがみ愛」の他に「加賀美めぐみ」「大塚めぐみ」などの名義も使用していた。

## 作品

### アダルトビデオ
- とまどい（大陸書房「ピラミッド社」）
- バナナ・マラ（AI KAGAMIと表記）（ギャルリ・ノア）
- 私の制服（宇宙企画）
- わがまま人魚（JVD）
- 卵熟処女2・淫らな天使（にっかつ）
- シンデレラの果肉（にっかつ）
- 愛き・ら・ら（正和）
- 過失（あやまち）（ダンヒル企画）
- 妖精の季節　（ビデオジャスティ）
- 翳り（かげり）（正和）
- 背徳のラブストーリー　真夜中の淫な遊戯（VINTEX）
- プレミアム
- 美少女クラブ
- あぶない瞬間　禁断の指戯　（オムニバス）

## 出演

### 映画
出演
- 時をかける少女（1983年角川映画。主演：原田知世） - 生徒役
- 天国にいちばん近い島（1984年12月15日、東映） - 中山千枝役
- すかんぴんウォーク（1984年2月11日、東宝） - 女子高生3役
- 母娘監禁・牝（めす）（1987年、にっかつ 監督：斉藤水丸、主演:前川麻子） - ミサ役
- バカヤロー!2 幸せになりたい。（1989年、松竹） - 八ッ橋の恋人役
- 病院へ行こう（1990年、東映） - ナイスな看護婦役

制作
- TAKI183（2006年1月28日） - 企画開発

## 写真集
- とまどい〈ニューアイドル写真集〉（大陸書房、1987年5月）
- かがみ愛（めぐみ）〈マドンナメイト写真集〉（マドンナ社、1988年1月）